# Laffly 15TCC
Laffly 15TCC (Chasseur de chars Laffly 15TCC) — французская противотанковая самоходно-артиллерийская установка периода Второй мировой войны. Разрабатывалась и производилась фирмой Laffly на базе собственного армейского полноприводного трёхосного грузовика Laffly W15. Всего было выпущено 70 машин. Стояла на вооружении французской армии.

## История создания
Вторжение вермахта в Польшу показало насущную необходимость иметь мобильные и дешёвые противотанковые средства борьбы с Панцерваффе, причём в больших количествах. Исходя из этого факта, главный инспектор бронетанковых войск Франции генерал Келлер в октябре 1939 года предложил смонтировать хорошо отработанную буксируемую противотанковую пушку французской армии калибра 47-мм на шасси подходящего бронированного грузового автомобиля. Таким образом, быстро и дёшево создавалась мобильная противотанковая самоходная установка.
Получив спецификацию, фирма Laffly начала разработку данного образца бронетехники уже в декабре 1939 года. 26 февраля 1940 года опытный образец был готов и сразу поступил на начавшиеся заводские и войсковые испытания. В марте прототип испытывался на полигоне в Венсене. В апреле начались войсковые испытания в 1-й DCR

. Испытания закончились вполне успешно, однако заказ на изготовление партии машин от французских вооружённых сил не поступил, в основном из-за позиции генерала Гамелена, который считал, что самоходка является не вполне удачной — слабая защита, высокий силуэт, не справляющийся со своей задачей броневой щиток орудия. Основной причиной назвали загруженность фирмы Laffly выпуском другой продукции военного назначения. Однако 10 мая 1940 года, после начала наступления немецких войск и их успешного прорыва в Бельгии, о проекте срочно вспомнили и его «сняли с полки».
17 мая фирме Laffly был выдан срочный заказ на изготовление партии изделий в 100 машин и до капитуляции Франции она успела выпустить 70 экземпляров САУ. В войска успели поставить только 62 установки.

## Серийное производство
В период с 24 мая по 17 июня 1940 года фирма Laffly изготовила 70 единиц Laffly 15TCC.

## Модификации
Была выпущена единственная модификация, значительно отличающаяся от прототипа по степени бронезащиты. В то время как прототип, представленный на войсковые испытания 26 февраля 1940 года, бронировался полностью, машины серийного выпуска имели лишь частичную броневую защиту кабины (верх и нижняя половина борта полуоткрытой кабины) и бронещиток на орудии.

## Описание конструкции
На шасси трёхосного полноприводного армейского грузового автомобиля Laffly W15 в кузове (со смещением к левому борту) устанавливалась противотанковая пушка SA35 со щитком. Кабина грузовика частично бронировалась. Изготовленный экземпляр получал обозначение Chasseur de chars Laffly W15 TCC.

### Вооружение
На самоходной установке монтировалась 47-мм противотанковая пушка SA Mle 1937 для уничтожения танков противника и лёгкий ручной пулемёт MAC M1924/29 для самообороны членов экипажа. Пулемёт мог быть жёстко зафиксирован на корпусе в двух точках на специальном вертлюге.

### Двигатель и трансмиссия
На самоходной установке ставился четырёхцилиндровый рядный карбюраторный двигатель жидкостного охлаждения Hotchkiss рабочим объёмом 2312 см³ и мощностью 52 лошадиные силы.

### Ходовая часть
Полноприводный трёхосный грузовой автомобиль с колёсной формулой 6×6 в качестве шасси самоходной артиллерийской установки имел базу 1845+1000 мм, колею передних колёс 1530 мм и колею задних колёс 1540 мм. Дополнительные колёса малого радиуса, облегчавшие преодоление вертикальных препятствий, устанавливались в передней части корпуса снизу моторного отсека и под крыльевыми подножками водительской кабины.

## Операторы
- Франция

## Служба и боевое применение
Самоходно-артиллерийские установки этого типа после выпуска пошли на укомплектование самоходных противотанковых батарей французской армии Batteries Antichar Automotrices (BACA), в частности, BACA № 51-61, а также 10-й батареи 305-го артиллерийского полка. Всего было укомплектовано, полностью или частично, 14 пятиорудийных батарей.
Также эти самоходные орудия поступали на вооружение и в бронетанковые соединения французской армии. Например, 4-я бронетанковая дивизия Division Cuirassées Rapide (дословно — «Подвижная кирасирская дивизия», сокращённо DCR) под командованием генерала де Голля имела одну батарею самоходных артиллерийских установок Laffly 15TCC.

### Организационная структура
По штату, в самоходной противотанковой батарее BACA французской армии личный состав должен был состоять из трёх офицеров, двенадцати унтер-офицеров и семидесяти трёх рядовых.
Он  делился на три взвода, каждым из которых командует лейтенант.
- Взвод противотанковых 47-мм самоходных пушек
  - Штабное отделение
    - 1 полноприводный армейский двухосный грузовой автомобиль повышенной проходимости Laffly V15R[фр.]
    - Один посыльный на мотоцикле

  - Огневое отделение
    - 5 САУ Laffly 15TCC
    - 3 пехотных трактора снабжения (типа Unic TU 1)
    - 1 мотоцикл
- Зенитный взвод
  - Штабное отделение
    - 1 автомобиль
    - Три посыльных (2 мотоцикла, 1 велосипед)

  - Пушечное отделение
    - 3 зенитные пушки (типа 25 CA modèle 1939)
    - 3 тягача (типа Laffly W15 T)
    - 1 транспорт для перевозки боеприпасов и устранения неисправностей (типа Laffly W15 T)

  - Отделение снабжения боеприпасами и управления огнём
    - 1 грузовой автомобиль-фургон для транспортировки боеприпасов к зенитным пушкам 25 CA
    - 2 автофургона для транспортировки пулемётных патронов и подготовки ведения огня (типа 1,5-тонный Citroën Type 23)
- Взвод общего обслуживания
  - 1 трактор обслуживания (типа Laffly S 25 T)
  - 2 автофургона для перевозки продовольствия и обозного имущества (типа 1,5-тонный Citroën Type 23)
  - 2 автофургона (бензовоз и кладовая) (типа 3,5-тонный Citroën type 45)
  - 1 полевая кухня-трейлер (типа modèle 1916—1936 M. 38)

### Боевое применение
Данные САУ принимали активное участие в боях непосредственно на французской территории весной и летом 1940 года.
По свидетельствам современников, огонь из пушек САУ Laffly 15TCC был вполне удовлетворителен и привёл к многочисленным случаям поражений немецких танков, однако не смог остановить стремительное продвижение 7-й танковой дивизии вермахта.

## Оценка машины
Из-за особенностей создания, как на этапе составления проекта, так и на этапе производственной реализации в партии артиллерийских установок, а также в ходе последовавших военных действий, были выявлены следующие существенные недостатки машины:
- Очень высокая уязвимость из-за отсутствия броневой защиты двигателя
- Невозможность вступать в бой с противником с фронтальной проекции машины из-за ориентации орудия в заднюю полусферу
- Отсутствие в боекомплекте противотанковой пушки осколочно-фугасного снаряда, который в противном случае мог бы применяться против вражеской пехоты